# Charalampos Lykogiannīs
Charalampos Lykogiannīs (in greco: Χαράλαμπος Λυκογιάννης; Il Pireo, 22 ottobre 1993) è un calciatore greco, difensore del Bologna.

## Caratteristiche tecniche
È un terzino sinistro dotato di esplosività e abile a tirare le punizioni. Grazie ai suoi 191 cm d'altezza sa farsi valere nel gioco aereo.

## Carriera

### Club

#### Esordi in Grecia
Cresciuto nel settore giovanile dell'Olympiacos, ha debuttato in prima squadra il 25 gennaio 2012, nella partita di Coppa di Grecia contro il Paniōnios. Il 24 ottobre 2012 debutta in Champions League nei minuti finali della gara vinta per 2-1 sul campo del Montpellier, e il 29 ottobre seguente esordisce nel massimo campionato greco in occasione di Arīs Salonicco-Olympiakos (2-2).
Il 23 agosto 2013 si trasferisce in prestito per una stagione al Levadeiakos, chiudendo con 22 presenze in campionato. La stagione successiva passa in prestito nell'Ergotelīs, con cui realizza la sua prima rete nella massima divisione greca il 28 settembre 2014 nell'1-1 contro il Panaitōlikos.

#### Sturm Graz
Nel luglio 2015 si trasferisce in Austria per vestire la maglia dello Sturm Graz. Vi rimane due stagioni e mezzo, totalizzando complessivamente 81 presenze impreziosite da 6 reti, tutte realizzate in campionato.

#### Cagliari
Il 22 gennaio 2018 viene acquistato dal Cagliari. Esordisce in Serie A il 28 gennaio seguente nel corso della gara pareggiata 1-1 sul campo del Crotone. Gioca altre 10 partite nel corso della stagione, culminata con la salvezza del club sardo.
Il 25 ottobre 2020 trova la sua prima rete con i sardi, realizzando una punizione con un tiro a giro nella vittoria per 4-2 casalinga contro il Crotone.

#### Bologna
Il 1º luglio 2022, dopo non avere rinnovato il proprio contratto con il Cagliari, si accasa al Bologna. Il 10 novembre successivo arriva la prima rete con i felsinei, l'unica rete rossoblu della sconfitta per 6-1 sul campo dell'Inter.

### Nazionale
Ha esordito con la nazionale greca il 3 settembre 2017, in occasione della partita di qualificazione al Mondiale 2018 persa per 1-2 contro il Belgio, sostituendo al 69º minuto Kōstas Stafylidīs.

## Statistiche

### Presenze e reti nei club
Statistiche aggiornate al 25 maggio 2025.
| Stagione          | Squadra           | Campionato        | Campionato | Campionato | Coppe nazionali | Coppe nazionali | Coppe nazionali | Coppe continentali | Coppe continentali | Coppe continentali | Altre coppe | Altre coppe | Altre coppe | Totale | Totale |
| Stagione          | Squadra           | Comp              | Pres       | Reti       | Comp            | Pres            | Reti            | Comp               | Pres               | Reti               | Comp        | Pres        | Reti        | Pres   | Reti   |
| ----------------- | ----------------- | ----------------- | ---------- | ---------- | --------------- | --------------- | --------------- | ------------------ | ------------------ | ------------------ | ----------- | ----------- | ----------- | ------ | ------ |
| 2011-2012         | Olympiacos        | SL                | 0          | 0          | CG              | 1               | 0               | UCL+UEL            | 0+0                | 0                  | -           | -           | -           | 1      | 0      |
| 2012-2013         | Olympiacos        | SL                | 4          | 0          | CG              | 2               | 0               | UCL+UEL            | 2+1                | 0                  | -           | -           | -           | 9      | 0      |
| Totale Olympiakos | Totale Olympiakos | Totale Olympiakos | 4          | 0          |                 | 3               | 0               |                    | 3                  | 0                  |             | -           | -           | 10     | 0      |
| 2013-2014         | Levadeiakos       | SL                | 22         | 0          | CG              | 1               | 0               | -                  | -                  | -                  | -           | -           | -           | 23     | 0      |
| 2014-2015         | Ergotelīs         | SL                | 22         | 1          | CG              | 1               | 0               | -                  | -                  | -                  | -           | -           | -           | 23     | 1      |
| 2015-2016         | Sturm Graz        | BL                | 20         | 1          | CA              | 2               | 0               | UEL                | 1                  | 0                  | -           | -           | -           | 23     | 1      |
| 2016-2017         | Sturm Graz        | BL                | 34         | 3          | CA              | 2               | 0               | -                  | -                  | -                  | -           | -           | -           | 36     | 3      |
| 2017-gen. 2018    | Sturm Graz        | BL                | 17         | 2          | CA              | 1               | 0               | UEL                | 4                  | 0                  | -           | -           | -           | 22     | 2      |
| Totale Sturm Graz | Totale Sturm Graz | Totale Sturm Graz | 71         | 6          |                 | 5               | 0               |                    | 5                  | 0                  |             | -           | -           | 81     | 6      |
| gen.-giu. 2018    | Cagliari          | A                 | 11         | 0          | CI              | -               | -               | -                  | -                  | -                  | -           | -           | -           | 11     | 0      |
| 2018-2019         | Cagliari          | A                 | 11         | 0          | CI              | 1               | 0               | -                  | -                  | -                  | -           | -           | -           | 12     | 0      |
| 2019-2020         | Cagliari          | A                 | 20         | 0          | CI              | 3               | 0               | -                  | -                  | -                  | -           | -           | -           | 23     | 0      |
| 2020-2021         | Cagliari          | A                 | 31         | 4          | CI              | 2               | 0               | -                  | -                  | -                  | -           | -           | -           | 33     | 4      |
| 2021-2022         | Cagliari          | A                 | 28         | 1          | CI              | 2               | 0               | -                  | -                  | -                  | -           | -           | -           | 30     | 1      |
| Totale Cagliari   | Totale Cagliari   | Totale Cagliari   | 101        | 5          |                 | 8               | 0               |                    | -                  | -                  |             | -           | -           | 109    | 5      |
| 2022-2023         | Bologna           | A                 | 21         | 2          | CI              | 3               | 0               | -                  | -                  | -                  | -           | -           | -           | 24     | 2      |
| 2023-2024         | Bologna           | A                 | 22         | 2          | CI              | 3               | 0               | -                  | -                  | -                  | -           | -           | -           | 25     | 2      |
| 2024-2025         | Bologna           | A                 | 17         | 0          | CI              | 3               | 0               | UCL                | 5                  | 0                  | -           | -           | -           | 25     | 0      |
| 2025-2026         | Bologna           | A                 | -          | -          | CI              | -               | -               | UEL                | -                  | -                  | SI          | -           | -           | -      | -      |
| Totale Bologna    | Totale Bologna    | Totale Bologna    | 60         | 4          |                 | 9               | 0               |                    | 5                  | 0                  |             | -           | -           | 74     | 4      |
| Totale carriera   | Totale carriera   | Totale carriera   | 280        | 16         |                 | 27              | 0               |                    | 13                 | 0                  |             | -           | -           | 320    | 16     |

### Cronologia presenze e reti in nazionale
| Cronologia completa delle presenze e delle reti in nazionale ― Grecia | Cronologia completa delle presenze e delle reti in nazionale ― Grecia | Cronologia completa delle presenze e delle reti in nazionale ― Grecia | Cronologia completa delle presenze e delle reti in nazionale ― Grecia | Cronologia completa delle presenze e delle reti in nazionale ― Grecia | Cronologia completa delle presenze e delle reti in nazionale ― Grecia | Cronologia completa delle presenze e delle reti in nazionale ― Grecia | Cronologia completa delle presenze e delle reti in nazionale ― Grecia |
| Data                                                                  | Città                                                                 | In casa                                                               | Risultato                                                             | Ospiti                                                                | Competizione                                                          | Reti                                                                  | Note                                                                  |
| --------------------------------------------------------------------- | --------------------------------------------------------------------- | --------------------------------------------------------------------- | --------------------------------------------------------------------- | --------------------------------------------------------------------- | --------------------------------------------------------------------- | --------------------------------------------------------------------- | --------------------------------------------------------------------- |
| 3-9-2017                                                              | Il Pireo                                                              | Grecia                                                                | 1 – 2                                                                 | Belgio                                                                | Qual. Mondiali 2018                                                   | -                                                                     | 69’                                                                   |
| 27-3-2018                                                             | Zurigo                                                                | Egitto                                                                | 0 – 1                                                                 | Grecia                                                                | Amichevole                                                            | -                                                                     | 71’                                                                   |
| 8-9-2018                                                              | Tallinn                                                               | Estonia                                                               | 0 – 1                                                                 | Grecia                                                                | UEFA Nations League 2018-2019 - 1º turno                              | -                                                                     |                                                                       |
| 11-9-2018                                                             | Budapest                                                              | Ungheria                                                              | 2 – 1                                                                 | Grecia                                                                | UEFA Nations League 2018-2019 - 1º turno                              | -                                                                     | 46’                                                                   |
| 7-10-2020                                                             | Klagenfurt am Wörthersee                                              | Austria                                                               | 2 – 1                                                                 | Grecia                                                                | Amichevole                                                            | -                                                                     | 46’ 63’                                                               |
| 11-11-2020                                                            | Atene                                                                 | Grecia                                                                | 2 – 1                                                                 | Cipro                                                                 | Amichevole                                                            | -                                                                     | 46’                                                                   |
| Totale                                                                |                                                                       | Presenze                                                              | 6                                                                     |                                                                       | Reti                                                                  | 0                                                                     |                                                                       |

## Palmarès

### Club

#### Competizioni nazionali
- Campionato greco: 1

Olympiakos: 2012-2013
- Coppa di Grecia: 2

Olympiakos: 2011-2012, 2012-2013
- Coppa Italia: 1

Bologna: 2024-2025